# Barret de bruixa
|  | Aquest article tracta sobre l'espècie Pseudosperma rimosum, la representativa dels bolets coneguts com a Barrets de bruixa. Per a d'altres espècies que reben aquests nom comú vegeu Barret de bruixa (desambiguació). |

El barret de bruixa o barret de bruixa comú (Pseudosperma rimosum) és una espècie de bolet agarical de la família de les inocibàcies (Inocybaceae). És l'espècie representativa d'un grup de bolets caracteritzats per ser de mida mitjana a petita, amb aspecte de cama-sec; el barret gairebé sempre cònic amb l’extrem més o menys agut (en forma de barret de bruixa), la superfície fissurada radialment o esquamosa; les làmines escotades i produeixen espores color bru tabac; la carn és filamentosa, d’olor sovint espermàtica i són fongs micorrízics. Pseudosperma rimosum es caracteritza per tenir la superfície del barret clivellada i les làmines de color groc olivaci.

## Taxonomia
Elias Magnus Fries, Syst. mycol. 1: 386 (1821 va sancionar l'espècie Agaricus rimosus amb la imatge 388 de Pierre Bulliard a Herbier de la France (1789).
Károly Kalchbrenner (1867) la transferí al gènere Inocybe
En la revisió de la familia Inocybaceae, Matheny & Esteve-Rav. (2020) varen proposar el nou gènere Pseudosperma (pseudo- pel fet de recordar la superfície clivellada de les espècies del gènere Inosperma) i la nova combinació Pseudosperma rimosum (Bull.) Matheny & Esteve-Rav., comb. nov.
El nom Inocybe rimosa, pel fet de ser sancionat per Fries, té prioritat sobre I. fastigiata.
Rimosa és un mot llatí que vol dir "plena de clivelles"

## Iconografia
Phillips, R. (1991): 219g

## Descripció
Bolet de mida més aviat gran; barret de 2-8 cm; de jove de cònic a campanulat, més tard estès i umbonat (en forma de barret de bruixa); de superfície fibril·losa-rimosa amb l'edat i la proximitat al marge, clivellada en sentit radial i deixant veure la carn pàl·lida entre les fibres; de color bru groguenc a bru ocraci, sovint amb el centre més fosc.
Làmines escotades,; grisenques de jove, més tard groc verdoses, bru verdós en madurar; aresta blanca, flocosa.
Cama de 30-100 x 3-10 mm; cilíndrica, sense bulb; flosculosa a la part superior (cistidis), de blanquinosa a groc brunenca
Carn escassa; blanquinosa; olor espermàtica, dolcenca al tast.
Basidiòspores 9-15 x 6-8 μm, generalment el·lipsoidals; queilocistidis 30-70 x 10-22 μm, d'àmpliament cilíndrics a clavats.

## Hàbitat
Fong micorrizogen que viu associat a planifolis i coníferes, en clarianes i marges de camins, en tota mena de sòls, però especialment en els humífers. Fructifica des de la primavera fins a la tardor, formant grups nombrosos.

## Distribució geogràfica
Ès molt comú; es troba des dels Pirineu fins al litoral Estès a Europa i America del Nord.

## Espècies semblants
Hi ha espècies veïnes d'aspecte similar i d'igual o pitjor toxicitat, entre les quals destaca el barret de bruixa de Patouillard (Inocybe erubescens) (= Inocybe patouillardii), (dedicat a Patouillard, un reconegut farmacèutic). És més molsut, comença blanc i s'esgrogueix, però va prenent, amb el temps, coloracions rosades i rogenques.

## Comestibilitat
És tòxic. El seu consum provoca intoxicacions de tipus muscarínic. Pot ser el responsable d'intoxicacions en ser confós amb el fredolic (Tricholoma terreum) i ser collit conjuntament, ja que sol freqüentar el mateix hàbitat que aquest.